# Liste der Staatsoberhäupter 732
Übersicht
◄◄ | ◄ | 728 | 729 | 730 | 731 | Liste der Staatsoberhäupter 732 | 733 | 734 | 735 | 736 | ► | ►►

Weitere Ereignisse

## Amerika
- Maya
  - Copán
    - Herrscher: Waxaklajuun Ub’aah K’awiil (695–738)

  - Palenque
    - Herrscher: K'inich Ahkal Mo' Nahb III. (721–738)

  - Tikal
    - Herrscher: Jasaw Chan K’awiil I. (682–734)

## Asien
- Bagan
  - König: Theinkha (726–734)

- China
  - Kaiser: Tang Xuanzong (712–756)

- Iberien (Kartlien)
  - König: Guaram III. (692–748)

- Indien
  - Chalukya
    - König: Vijayaditya (696–733)

  - Östliche Chalukya
    - König: Vishnuvardhana III. (719–755)

  - Pallava
    - König: Nandi Varman II. (710–775)

  - Pandya
    - König: Kochadaiyan Ranadhiran (710–735)

- Japan
  - Kaiser: Shōmu (724–749)

- Kaschmir
  - König: Lalitaditya (723–760)

- Reich der Kök-Türken
  - Herrscher: Bilge Khan (716–734)

- Korea
  - Balhae
    - König: Kwangjong Mu (719–738)

  - Silla
    - König: Seongdeok (702–737)

- Kalifat der Muslime
  - Kalif: Hischām ibn ʿAbd al-Malik (724–743)

- Tibet
  - König: Thride Tsugten (704–755)

## Europa
- Bulgarien
  - Khan: Kormesij (721–738)

- Byzantinisches Reich
  - Kaiser: Leo III. (717–741)

- England (Heptarchie)
  - East Anglia
    - König: Ælfwald (713–749)

  - Essex
    - König: Swæfberht (709–738)

  - Kent
    - König: Æthelberht II. (725–762)
    - König: Eadberht I. (725–748)

  - Mercia
    - König: Æthelbald (716–757)

  - Northumbria
    - König: Ceolwulf (729–737)

  - Wessex
    - König: Æthelheard (726–740)

- Fränkisches Reich
  - König: Theuderich IV. (721–737)
  - Hausmeier: Karl Martell (717–741)

- Italien
  - Langobardenreich
    - König: Liutprand (712–744)
    - Autonome langobardische Herzogtümer:
      - Herzog von Benevent: Audelahis (731–732)
      - Herzog: Gisulf II. (732)
      - Herzog: Gregorius (732–739)
      - Herzog des Friaul: Pemmo (706–739)
      - Herzog von Spoleto: Transamund II. (720–739)

  - Venedig
    - Doge: Orso Ipato (727–737)

- Schottland
  - Dalriada
    - König: Eochaid III. (726–733)

  - Strathclyde
    - König: Teudebur (722–752)

  - Pikten
    - König: Óengus I. (729–761)

- Spanien
  - Asturien
    - König: Pelagius (718–737)

  - Al-Andalus
    - Statthalter des Umayyaden-Kalifs: Abd ar-Rahman (730–732)
    - Statthalter: Abd al-Malik ibn Qatan al-Fihri (732–734)

- Wales
  - Gwynedd
    - König: Rhodri Molwynog ap Idwal (720–754)

  - Powys
    - Fürst: Elisedd ap Gwylog (725–755)

## Religiöse Führer
- Papst: Gregor III. (731–741)
- Patriarch von Konstantinopel: Anastasius (730–754)